# Condado de Ziebach
El condado de Ziebach (en inglés: Ziebach County, South Dakota), fundado en 1911,  es uno de los 66 condados del estado de Dakota del Sur, Estados Unidos. Según el censo de 2020, tiene una población de 2413 habitantes.
La sede del condado es Dupree.

## Geografía
Según la Oficina del Censo, el condado tiene un área total de 5104 km², de la cual 5080 km² es tierra y 24 km² es agua.

### Condados adyacentes
- Condado de Corson - norte
- Condado de Dewey - este
- Condado de Stanley - sureste
- Condado de Haakon - sur
- Condado de Pennington - suroeste
- Condado de Meade - oeste
- Condado de Perkins - noroeste

## Demografía
En el 2000, los ingresos promedio de los hogares del condado eran de $18 063 y los ingresos promedio de las familias eran de $18 672. Los ingresos per cápita eran de $7463. Los hombres tenían un ingreso per cápita de $19 038  versus $21 167 para las mujeres. Alrededor del 49.90% de la población estaba bajo el umbral de pobreza nacional.
De acuerdo con la estimación 2015-2019 de la Oficina del Censo, los ingresos promedio de los hogares del condado son de $37 400 y los ingresos promedio de las familias son de $39 375. Alrededor del 42.5% de la población está bajo el umbral de pobreza nacional, lo que hace que sea uno de los condados más pobres de los Estados Unidos.
Según el censo de 2020, el 80.40% de la población son amerindios cheyenes. Existe una reserva de dicha tribu en la zona.
| 1920 | 1930 | 1940 | 1950 | 1960 | 1970 | 1980 | 1990 | 2000 | 2020 |
| ---- | ---- | ---- | ---- | ---- | ---- | ---- | ---- | ---- | ---- |
| 3718 | 4039 | 2875 | 2606 | 2495 | 2221 | 2308 | 2220 | 2519 | 2413 |

## Ciudades y pueblos
- Cherry Creek
- Dupree
- Eagle Butte (compartido con el Condado de Dewey)
- Dupree
- North Ziebach
- South Ziebach

## Mayores autopistas
| - U.S. Route 212 - Carretera de Dakota del Sur 20 - Carretera de Dakota del Sur 34 - Carretera de Dakota del Sur 63 | - Carretera de Dakota del Sur 65 - Carretera de Dakota del Sur 73 |